# Philodendron myrmecophilum
Philodendron myrmecophilum är en kallaväxtart som beskrevs av Adolf Engler. Philodendron myrmecophilum ingår i släktet Philodendron och familjen kallaväxter. Inga underarter finns listade.